# 필레이트
컴퓨터 그래픽스에서 비디오 카드의 필레이트(fillrate)는 초당 화면에 렌더링되고 비디오 메모리에 기록될 수 있는 화소의 수를 말한다. 픽셀 필레이트는 초당 메가픽셀 또는 초당 기가픽셀(최신 카드) 단위로 주어지며, 렌더 출력 장치(ROP)의 수에 비디오 카드의 그래픽 처리 장치(GPU)의 클럭 속도를 곱하여 얻어진다.
비슷한 개념인 텍스처 필레이트는 GPU가 초당 픽셀에 매핑할 수 있는 텍스처 매핑 요소(텍셀)의 수를 말한다. 텍스처 필레이트는 텍스처 매핑 유닛(TMU)의 수에 GPU의 클럭 속도를 곱하여 얻어진다. 텍스처 필레이트는 초당 메가 또는 기가텍셀 단위로 주어진다.
그러나 필레이트를 계산하고 보고하는 방법에 대한 완전한 합의는 없다. 또 다른 가능한 방법은 픽셀 파이프라인 수를 GPU의 클럭 속도로 곱하는 것이다. 이러한 곱셈의 결과는 이론적인 수에 해당한다. 실제 필레이트는 다른 많은 요인에 따라 달라진다. 과거에는 ATI 테크놀로지스나 엔비디아와 같은 비디오 카드 제조업체들이 성능 지표로 필레이트를 사용했지만, 그래픽 애플리케이션의 병목 현상이 이동하면서 성능 측정으로서의 필레이트의 중요성은 감소했다. 예를 들어, 오늘날에는 통합 셰이더 처리 장치의 수와 속도가 주목받고 있다. 필레이트가 게임에서 상당한 병목 현상을 유발하지는 않지만, 가우시안 블러를 적용하는 것과 같이 게임의 특정 부분에서 병목 현상을 유발할 수 있다.
장면의 복잡성은 오버드로잉으로 인해 증가할 수 있는데, 이는 개체가 프레임버퍼에 그려진 후 다른 개체(벽과 같은)가 그 위에 그려져 가려지는 경우 발생한다. 따라서 첫 번째 개체를 그리는 데 소요된 시간은 보이지 않기 때문에 낭비된다. 장면 시퀀스가 극도로 복잡할 때(각 장면에 대해 많은 픽셀을 그려야 할 때), 해당 시퀀스의 프레임 레이트가 떨어질 수 있다. 그래픽 집약적인 애플리케이션을 설계할 때, 애플리케이션이 더 낮은 해상도 또는 더 작은 창에서 실행될 때 프레임 레이트가 크게 증가하는지 확인하여 해당 애플리케이션이 필레이트 제한(또는 셰이더 제한)인지 판단할 수 있다. 이것이 완벽한 방법은 아니지만, 최신 비디오 게임 엔진은 필요한 디테일 수준을 동적으로 줄여 필레이트 제한 애플리케이션을 줄일 수 있다. 필레이트 병목 현상을 찾는 가장 좋은 방법은 엔비디아 Nsight Graphics, 라데온 AMD Radeon GPU Profile 및 인텔 Graphics Performance Analyzers와 같은 GPU 벤더 소프트웨어를 사용하는 것이다.

## 같이 보기
- 그래픽 처리 장치
- 픽셀 셰이더